# Antón Paz
Antón Paz Blanco (Vilagarcía de Arousa, 8 agosto 1976) è un velista spagnolo.
Ha partecipato a due edizioni dei giochi olimpici (2004 e 2008) conquistando una medaglia nell'edizione 2008 svoltasi a Pechino.

## Palmarès
Olimpiadi
- 1 medaglia:
  - 1 oro (classe Tornado a Pechino 2008).